# London Mathematical Society

Logo der London Mathematical Society

Die London Mathematical Society (LMS) ist die führende Mathematikervereinigung in England.

## Geschichte
Die Vereinigung wurde am 16. Januar 1865 gegründet. Erster Präsident war Augustus De Morgan, Professor für Mathematik am University College London, mit dem die Gesellschaft anfangs verbunden war. Die Initiative ging aber von De Morgans Sohn George und dessen Freund Arthur Ranyard aus. Die frühesten Treffen fanden ebenfalls im University College statt, aber bald darauf zog die Gesellschaft ins Burlington House, Piccadilly, um, den Sitz der Royal Academy of Arts. Die LMS hatte dort einen einzigen Raum als „Gast“ der Royal Astronomical Society. Die ersten Aktivitäten der Vereinigung waren Vorträge und die Veröffentlichung eines wissenschaftlichen Journals.
Die LMS diente als Vorbild bei der Gründung der American Mathematical Society (AMS) im Jahre 1888.
Der Gesellschaft wurde 1965, ein Jahrhundert nach ihrer Gründung, eine Royal Charter als Satzung gegeben. 1998 zog die Vereinigung von ihren Räumen im Burlington House in das De Morgan House um, um Angestellte und Vortragsräume unterbringen zu können. Das De Morgan House befindet sich am 57–58 Russell Square, Bloomsbury. Dort sind sie auch wieder in Nachbarschaft des University College, dessen Vortragsräume sie nutzen.

## Aktivitäten

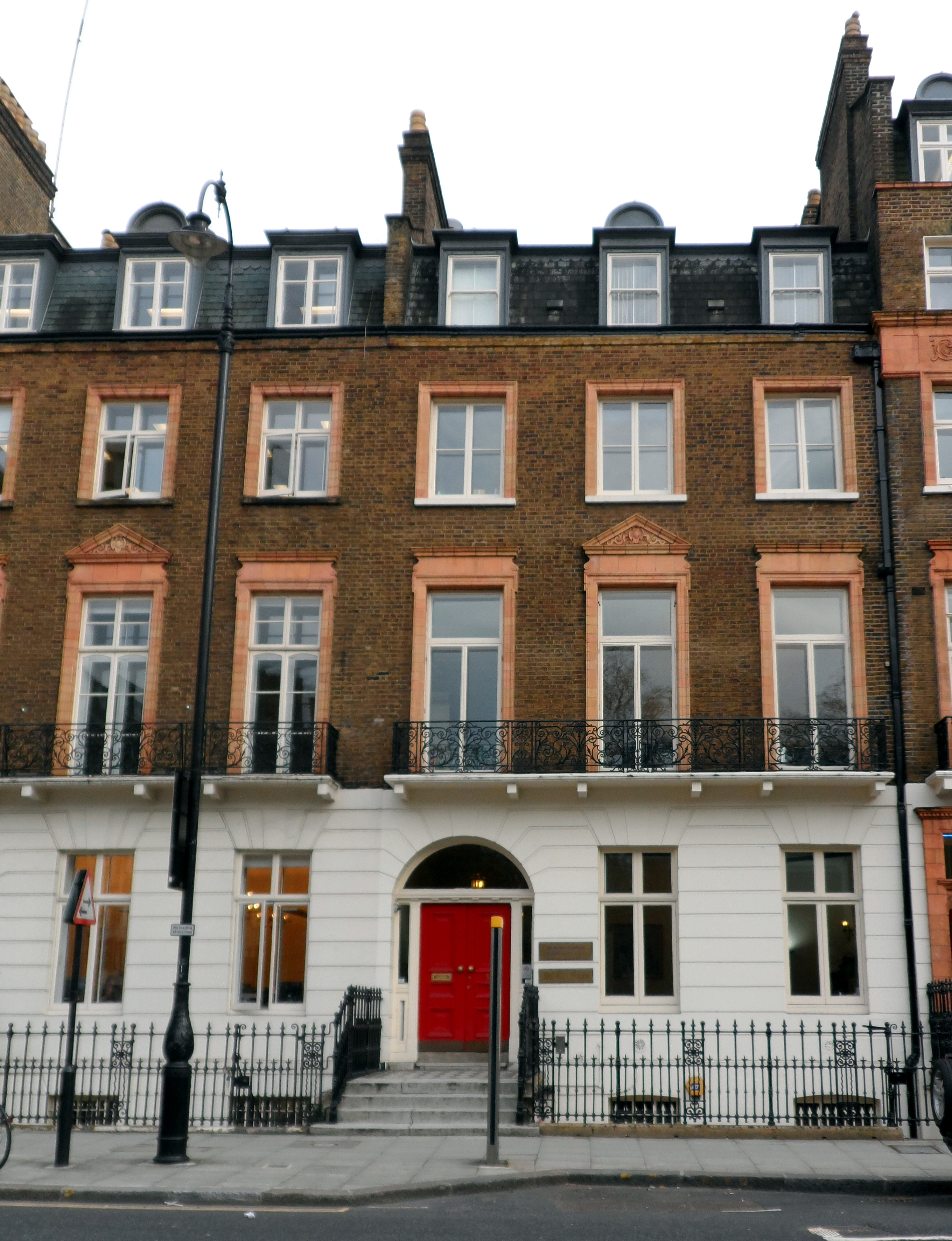
Sitz der LMS im De Morgan Haus am Russell Square in Bloomsbury

Die LMS veröffentlicht Bücher und Jahresberichte. Des Weiteren organisiert sie mathematische Tagungen, gewährt finanzielle Mittel, um die Forschung und Ausbildung in der Mathematik voranzubringen, und vergibt einige Preise und Stipendien für exzellente mathematische Forschung.
Ihre Hauptzeitschriften sind:
- das Bulletin of the London Mathematical Society, ab 1969, zweimonatlich, Übersichtsarbeiten, kürzere Forschungsartikel, Biographien
- das Journal of the London Mathematical Society, ab 1926, zweimonatlich, nicht zu lange Forschungsartikel
- die Proceedings of the London Mathematical Society, ab 1865, zweimonatlich, längere Forschungsartikel
- die Transactions of the London Mathematical Society (seit 2013)

Sie veröffentlichen außerdem das Journal of Topology, Mathematika (ab 2010, mit dem University College London), Compositio Mathematica (2004 von Kluwer übernommen) und geben Nonlinearity (ab 1989) mit dem Institute of Physics heraus. Sie geben eine Reihe Monographien heraus und die Lecture Notes of the London Mathematical Society (veröffentlicht von Cambridge University Press), Student Texts und die History of Mathematics Reihe mit der American Mathematical Society. Außerdem geben sie englische Übersetzungen russischer Zeitschriften heraus, die Russian Mathematical Surveys, Izvestiya: Mathematics und Sbornik: Mathematics (mit der Russischen Akademie der Wissenschaften und Turpion) und die Transactions of the Moscow Mathematical Society (mit der American Mathematical Society).

## Preise
Die benannten Preise sind:
- die De-Morgan-Medaille (alle drei Jahre)
- der Pólya-Preis (in zwei von drei Jahren)
- der Senior-Berwick-Preis
- der Senior-Whitehead-Preis (alle zwei Jahre)
- der Naylor-Preis and Lectureship
- der Berwick-Preis
- der Fröhlich-Preis (alle zwei Jahre)
- der Whitehead-Preis (jährlich).

Zusätzlich verleiht die Gesellschaft alle drei Jahre zusammen mit dem Institute of Mathematics and its Applications die David-Crighton-Medaille.

## Präsidenten
Fast alle Präsidenten der London Mathematical Society waren auch Mitglieder („Fellows“) der Royal Society. Die einzige Ausnahme bildete der allererste Präsident Augustus De Morgan, der die Mitgliedschaft in der Royal Society ablehnte. Die ersten sechs Präsidenten der London Mathematical Society waren allesamt bereits im Gründungsjahr Mitglieder derselben geworden.
- 1865–1866 Augustus De Morgan
- 1866–1868 James Joseph Sylvester
- 1868–1870 Arthur Cayley
- 1870–1872 William Spottiswoode
- 1872–1874 Thomas Archer Hirst
- 1874–1876 Henry John Stephen Smith
- 1876–1878 John William Strutt, 3. Baron Rayleigh
- 1878–1880 Charles Watkins Merrifield
- 1880–1882 Samuel Roberts
- 1882–1884 Olaus Henrici
- 1884–1886 James Whitbread Lee Glaisher
- 1886–1888 James Cockle
- 1888–1890 John James Walker
- 1890–1892 Alfred George Greenhill
- 1892–1894 Alfred Kempe
- 1894–1896 Percy Alexander MacMahon
- 1896–1898 Edwin Bailey Elliott
- 1898–1900 William Thomson, 1. Baron Kelvin
- 1900–1902 Ernest William Hobson
- 1902–1904 Horace Lamb
- 1904–1906 Andrew Russell Forsyth
- 1906–1908 William Burnside
- 1908–1910 William Davidson Niven
- 1910–1912 Henry Frederick Baker
- 1912–1914 Augustus Edward Hough Love
- 1914–1916 Joseph Larmor
- 1916–1918 Hector Munro Macdonald
- 1918–1920 John Edward Campbell
- 1920–1922 Herbert William Richmond
- 1922–1924 William Henry Young
- 1924–1926 Arthur Lee Dixon
- 1926–1928 Godfrey Harold Hardy
- 1928–1929 Edmund Taylor Whittaker
- 1929–1931 Sydney Chapman
- 1931–1933 Alfred Cardew Dixon
- 1933–1935 George Neville Watson
- 1935–1937 George Barker Jeffery
- 1937–1939 Edward Arthur Milne
- 1939–1941 Godfrey Harold Hardy
- 1941–1943 John Edensor Littlewood
- 1943–1945 Louis Mordell
- 1945–1947 Edward Charles Titchmarsh
- 1947–1949 William Vallance Douglas Hodge
- 1949–1951 Max Newman
- 1951–1953 George Temple
- 1953–1955 John Henry Constantine Whitehead
- 1955–1957 Philip Hall
- 1957–1959 Harold Davenport
- 1959–1961 Hans Arnold Heilbronn
- 1961–1963 Mary Cartwright
- 1963–1965 Arthur Geoffrey Walker
- 1965–1967 Graham Higman
- 1967–1969 John Arthur Todd
- 1969–1970 Edward Collingwood
- 1970–1972 Claude Rogers
- 1972–1974 David George Kendall
- 1974–1976 Michael Francis Atiyah
- 1976–1978 John Cassels
- 1978–1980 C. T. C. Wall
- 1980–1982 Barry Edward Johnson
- 1982–1984 Paul Cohn
- 1984–1986 Ioan James
- 1986–1988 Erik Christopher Zeeman
- 1988–1990 John Coates
- 1990–1992 John Kingman
- 1992–1994 John Ringrose
- 1994–1996 Nigel Hitchin
- 1996–1998 John M. Ball
- 1998–2000 Martin J. Taylor
- 2000–2002 John Trevor Stuart
- 2002–2003 Peter Goddard
- 2004–2005 Frances Kirwan
- 2005–2007 John Toland
- 2007–2009 E. Brian Davies
- 2009 Interim President John M. Ball
- 2009–2011 Angus Macintyre
- 2011–2013 Graeme Segal
- 2014–2018 Terence Lyons
- 2018–2019 Caroline Series
- 2019–2021 Jonathan Keating
- seit 2021 Ulrike Tillmann[1]